# Jenna Heap
Jenna Heap är en fiktiv drottning i Angie Sages bokserie Septimus Heap.

## Kuriosa
Jenna uppfostrades i unga år som adoptivdotter till Silas Heap. Hennes mor blev mördad när hon var ung, och själv var hon offer för flera mordförsök, bland annat från den tidigare drottningen Etheldhredda (i spökform). Hennes far heter Milo. Hon bor i Borgen och regerar därifrån hela staden. I boken Alkemisten blir hon förväxlad av sin tidiga förfader som är dotter till Etheldredda.